# 福岡航空交通管制部
福岡航空交通管制部（ふくおかこうくうこうつうかんせいぶ）とは、福岡県福岡市東区大字奈多字小瀬抜に所在する航空交通管制部（国土交通省の地方支分部局）である。部内の航空管制機関である福岡管制区管制所（英語: Fukuoka area control center; Fukuoka ACC）で、航空路管制業務などを行う。航空交通管理センター（ATMC）を部内に併設するほか、近隣の敷地には福岡VORTAC（航空保安無線施設）やヘリポートの福岡空港（奈多地区）が設置されている。ICAO空港コードは、福岡ACCはRJDG、ATMCはRJJJである。

## 概要
札幌、東京、神戸航空交通管制部の担当区域を除く、福岡飛行情報区（FIR）内の全空域（東京ACC管轄空域を除く高度33,500ft（約10km）より上の空域および、日本周辺海域および北西太平洋（33,500ft以下も含めて））を担当する。九州各地や神戸ACC、東京ACCとは遠隔対空通信網(RCAG)でつながっており、RCAGの一拠点となっている。
敷地北西部には、福岡空港着陸用および航法支援に、VORTACが設置されている（1973年以降、福岡空港敷地内にはILSを除く航法援助に関する航空保安無線施設はない）。VORTACは超短波全方向式無線標識(VOR)と、戦術航法装置（TACAN）を併設した無線航行陸上局である。
また、福岡VORTACの東側隣接地では、発着回数が増加する福岡空港からヘリコプター離着陸の運用を分離し混雑を緩和する目的で2014年からヘリポートの建設が進められ、2020年3月に福岡空港（奈多地区）として運用を開始した 。

## 沿革

### 福岡航空交通管制部以前
- 1954年（昭和29年）駐留米軍により運用されていた Fukuoka Control は 135.9MHz、137.88MHz、6740kHz、3105kHz（すべてA3）を使用していた。他に121.5MHz、8280kHz、8364kHz（遭難および緊急通信用）[4]。
- 1955年（昭和30年）11月：米軍第1955管制通信中隊運営の福岡ARTCCに（板付、芦屋、築城、岩国が管轄飛行場）、日本人管制官7名がOJTのため着任。福岡ARTCCは板付飛行場東側地区に設置[5]。
- 1956年（昭和31年）福岡ARTCCが廃止され ARTCC は東京のみとなる。代わって板付ラプコンが板付飛行場西側に新設された。日本人管制官が増員された[5]。
- 1957年（昭和32年）駐留米軍により運用されていた航空路管制は 135.9MHz を使用して、コールサインは Itazuke Radio を使用してた。他に121.5MHz（遭難および緊急通信用）。板付飛行場進入管制のコールサインは Itazuke Approach Control で 137.88MHz、135.9MHz を使用していた[6]。
- 1959年（昭和34年）福岡空港事務所に管制課が設置される[5]。
- 1959年（昭和34年）駐留米軍により運用されていた航空路管制は 135.9MHz を使用して、コールサインは Itazuke Radio で運用されていた。他に121.5MHz（遭難および緊急通信用）[7]。板付飛行場進入管制のコールサインは Itazuke Approach Control で 135.9MHz を使用していた[7]。航空路管制と進入管制の区分けはあるものの同一周波数で運用されていた。
- 1961年（昭和36年）9月：米軍が行っていた北九州及び中国地方の一部エンルート業務を、米軍に代わり日本側で実施するため、航空交通管制本部長から福岡空港事務所長へ当該管制空域の委任が行われた。ラプコン内に福岡地区管制所が設置され、米軍と同居する形で日本人管制官が業務開始[5]。
- 1965年（昭和40年）5月：運輸省設置法の改正により、福岡航空保安事務所の下部機構として福岡空港事務所福岡管制所が設置され、管制所の組織が制度化された[8]。
- 1966年（昭和41年）3月5日：福岡市和白町奈多（当時）に庁舎を移転。前夜に米軍管制隊とのお別れパーティーが春日原米軍キャンプで開催された。奇しくも、カナダ太平洋航空の羽田空港着陸失敗事故の晩であり、翌日の移転初日にはBOACの富士山麓墜落事故が発生した。本省からの参加者が急遽帰京することになった。当時の管制官総数は27名[5]。

### 福岡航空交通管制部以後
- 1966年（昭和41年）5月20日：運輸省設置法改正により3管制部制（東京、福岡、札幌）が発足し、福岡空港事務所福岡管制所は福岡航空交通管制部となる[5]。
- 1966年（昭和41年）12月：岩国の東部及び南九州地区が東京航空交通管制部から移管される。さらに20名近い管制官を東京航空交通管制部や九州各地の空港から受け入れ、北九州、中国、南九州の3セクターの運用を開始。取り扱い平均機数は庁舎移転前の150機/日から314機/日に増加。管轄空港は福岡、鹿児島、宮崎、熊本、大分、松山、大村、福江、小倉、広島、種子島、屋久島、宇部、壱岐の各空港と、築城、新田原、芦屋、鹿屋、目達原、小月、岩国の各飛行場[5]。
- 1968年（昭和43年）10月：北九州セクターに高々度管制席を設置。ジェット機時代に対応するために、プロペラ機が使用するカラー航空路とジェット用航空路を分離管制するため。当時の管制官総数は約50名。全ての職員合計でも90名に満たない程度[5]。
- 1969年（昭和44年）：取り扱い機数は平均450機/日[5]。3月、三郡山ARSR完成[8]。
- 1970年（昭和45年）：三郡山ARSR、RCAG が試験運用を開始[5]。
- 1971年（昭和46年）8月：同年7月に発生した雫石事故を受けて、自衛隊訓練空域にL、N、P及び築城飛行場にNW回廊が設定[5]。
- 1972年（昭和47年）：南九州高々度席設置。枕崎RCAG運用開始[5]。
- 1973年（昭和48年）：中国、北九州セクターにそれぞれ高々度北席設置。要員総数118名。平均取り扱い機数は627機/日[5]、1月 三郡山ARSR正式運用開始[8]。雁ノ巣飛行場跡地に福岡VORTACを設置。
- 1974年（昭和49年）：雁ノ巣飛行場跡地に雁ノ巣庁舎建設開始。候補地として福岡空港東側の米軍弾薬庫跡地、新宮の元福岡無線標識所跡[9]、旧雁ノ巣飛行場跡の3箇所から選定された[5]。
- 1976年（昭和51年）：土佐清水RCAG運用開始。管轄管制空域全域で直接通信が可能になる[5]。
- 1977年（昭和52年）3月：雁ノ巣の新庁舎に移転。FDPの試験運用を開始[5]。
- 1978年（昭和53年）：岩国と福江でRCAGの運用を開始。航空路レーダー情報処理システム(RDP)の試験運用開始。FDPの正式運用開始[5]。
- 1979年（昭和54年）：VOR航空路が設定された。前年にカラーエアウェイが廃止された[5]。
- 1980年（昭和55年）：中国セクターが南北に分割された。10月に初の女性管制官が着任した。要員総数147名[5]。
- 1983年（昭和58年）：今ノ山RCAG運用開始。4月、RDPの正式運用開始[5]。
- 1984年（昭和59年）：今ノ山ARSR運用開始。奄美ARSR運用開始。要員総数155名。平均取り扱い機数770機/日。セクターは北九州、西九州、中国北、中国南、南九州東、南九州西の6セクターで運用[5]。
- 1985年（昭和60年）：三郡山ARSR更新[5]。7月、福岡航空交通管制部構内のマイクロウェーブ回線局舎に落雷のため回線消失。地中ケーブルに切り替えて運用するも15機に最大60分の遅延が発生。
- 1988年（昭和63年）12月：那覇管制部との間でレーダー移送運用開始[5]。
- 1990年（平成2年）：平田ARSR、RCAG 運用開始。ARSR RCAG 各6箇所体勢[5]。
- 1991年（平成3年）9月：航空交通流管理センターの庁舎建設工事開始[5]。
- 1992年（平成4年）：平均取り扱い機数が1000機/日を越える[5]。
- 1993年（平成5年）：岩国進入管制所空域の一部返還[5]。
- 1994年（平成6年）：南九州高々度セクター運用開始。航空交通流管理センター庁舎完成、運用開始。管制官161名。平均取り扱い機数が1155機/日[5]。
- 1995年（平成7年）：福江ORSR運用開始。これにより管内全空域でレーダーサービスが可能になる[5]。
- 1996年（平成8年）：福岡航空交通管制部発足30周年。平均取り扱い機数が1328機/日[5]。
- 1999年（平成11年）：空域評価システム(ADES)の導入。中国高々度セクターの運用開始。全8セクター体勢[5]。
- 2000年（平成12年）：要員161名。平均取り扱い機数が1448機/日[5]。
- 2006年（平成18年）：東京管制部および那覇管制部で担当していた洋上管制業務を統合し航空交通管理センター(ATMC)を部内に設置。東京FIRと那覇FIRを統合し福岡FIRを設置。
- 2020年（令和2年）3月：敷地北隣に福岡空港（奈多地区）が供用[3]。

### 福岡航空交通管制部の高高度・洋上管制化以降
- 2020年（令和2年）11月5日：福岡管制部のセクタ再編。33,500ftを境に高高度セクタ6つ、北部九州低高度セクタ3つ、南九州低高度セクタ2つに分割[10]。
- 2021年（令和3年）1月：南九州低高度セクタ2つ（F50, F54）を神戸管制部に移管[10]。東シナ海上部アカラ回廊を仁川FIRに移管[11]。
- 2021年（令和3年）2月：北部九州低高度セクタ3つ（F51-F53）を神戸管制部に移管[10]。
- 2022年（令和4年）3月：神戸管制部の高高度セクタ(N16, F17)を福岡管制部に移管[10][12][13]。
- 2023年（令和5年）4月：東京管制部の一部上下分離に伴い、高高度セクタ、洋上セクターを一部移管。
- 2024年（令和5年）3月：札幌管制部の上下分離に伴い、札幌管制部の高高度セクター、洋上セクター(F01)を移管。
- 2024年（令和5年）6月：ATMCから洋上管理5セクターを移管。また、神戸管制部、東京管制部とのバックアップ業務を開始。
- 2024年（令和5年）10月：管制部次長職を設置。
- 2025年（令和7年）3月20日：東京管制部の高高度管制・洋上管制を福岡管制部に移管。これにより、日本国内における管制区管制所の上下分離、洋上分離を完了[10][12]。

## 担当エリア
| セクター | メイン        | メイン      | サブ    | サブ  | 予備 | 備考                         |
| セクター | VHF           | UHF         | VHF     | UHF   | 予備 | 備考                         |
| -------- | ------------- | ----------- | ------- | ----- | ---- | ---------------------------- |
| F01      | 133.3 133.5   | 279.2       | 120.575 | 277.1 | T    |                              |
| F02      | 128.2         | 297.5       | 126.8   | 258.8 | T    |                              |
| F03      | 133.6         | 316.2       | 126.8   | 258.8 | T    |                              |
| F04      | 120.75        | 279.5       | 120.575 | 277.1 | T    |                              |
| F05      | 128.125       | 320.0       | 127.4   | 278.5 | T    |                              |
| F06      | 134.15        | 227.3       | 127.4   | 278.5 | T    |                              |
| F07      | 133.025       | 310.0       | 134.4   | 236.4 | T    |                              |
| F08      | 124.15 124.95 | 280.1 315.7 | 134.4   | 236.4 | N    |                              |
| F11      | 124.55        | 236.7       | 133.3   | 300.2 | T    | HF周波数あり                 |
| F12      | 133.15 126.4  | 277.1 251.2 | 132.9   | 228.4 | N    |                              |
| F13      | 133.6         | 316.2       | 132.6   | 276.8 | N    |                              |
| F14      | 135.3         | 260.4       | 132.9   | 228.4 | N    |                              |
| F15      | 127.5         | 230.6       | 132.6   | 276.8 | N    | HF周波数あり                 |
| F16      | 132.3         | 255.2       | 132.1   | 276.1 | N    | HF周波数あり                 |
| F17      | 123.9 124.5   | 276.5 279.5 | 132.1   | 276.1 | N    | HF周波数あり                 |
| F19      | 119.35        | 255.7       | 120.975 | 255.5 | T    |                              |
| F20      | 134.35        | 260.3       | 120.975 | 255.5 | N    |                              |
| A01      |               |             |         |       |      | HF周波数のみ。ATMCから移管。 |
| A02      |               |             |         |       |      | HF周波数のみ。ATMCから移管。 |
| A03      |               |             |         |       |      | HF周波数のみ。ATMCから移管。 |
| A04      |               |             |         |       |      | HF周波数のみ。ATMCから移管。 |
| A05      |               |             |         |       |      | HF周波数のみ。ATMCから移管。 |

※上表は2025年4月17日現在。周波数の単位はMHz。非常用周波数はVHF 121.5MHz, UHF 243.0MHz。。
- コールサインは「福岡コントロール」。ただし、HF波およびAがつくセクターのコールサインは「東京」
- 最新のセクター番号、HF周波数については、AIS JAPANのAIP等を参照されたい。
- 予備のT, Nは「福岡コントロールT」および「福岡コントロールN」を示す。それぞれ東京ACCもしくは神戸ACCに設置された非常用管制卓のコールサインである。
- 遠隔地に対空送信・受信施設・航空路監視レーダーを設置している。

## 航空保安無線施設
航空交通管制部の約500m北西に航空保安無線施設が設置されているが、ここは大阪航空局が管理している土地であり、航空交通管制部の敷地ではない。
1973年7月に供用開始された福岡VORTACの識別符号は、福岡航空交通管制部のICAO空港コードの末尾2字であるDGに、日本国内でVORTACを意味するCを3文字目に組み合わせたDGCである。
福岡VORTAC 供用前は、福岡VOR（局符号 DGO、出力 200W、周波数 114.5MHz）が運用されていた。
福岡VOR 供用前は、福岡空港内に板付TVOR (Itazuke Terminal VOR、局符号 ITZ、周波数 114.5MHz) が運用され、TACAN (局符号 ITA、CH82) が併設されていた。
DGは、第二次世界大戦後米国駐留軍により運用されていたブラディ航空無線標識局(1655kHz (1954年当時)、1630kHz (1955年以降) / 400W / 無指向性 / A2)のコールサインである。FEN Kyushu (AFRS: American Forces Radio & Television Service、1550kHz、250W) も併設され、航空援助施設として航空図に記載されていた。当時はまだブラディ飛行場が存在していた。
なお、福岡VORTACは設備工事のため休止する場合、仮設局として海中VOR/DME（UME）が設置される。
| 局名           | 種類  | 識別符号 | 周波数   | チャンネル | 運用時間 |
| -------------- | ----- | -------- | -------- | ---------- | -------- |
| Fukuoka VORTAC | VOR   | DGC      | 114.5MHz | CH-92X     | H24      |
| Fukuoka VORTAC | TACAN | DGC      | 1179MHz  | CH-92X     | H24      |

## 近隣施設
- 管制部は海の中道の中腹部に存在している。雁ノ巣レクリエーションセンターに隣接しており、周囲を防潮林の松原に囲まれている。
- 最寄りの交通機関は、九州旅客鉄道雁ノ巣駅・西日本鉄道和白駅および、西日本鉄道「航空管制部前」バス停。

## 脚説
1. ↑  遠隔対空通信(RCAG)網 - 国土交通省航空局
2. ↑  国土交通省 大阪航空局・九州地方整備局. “福岡空港回転翼機能移設事業について”. 2020年1月24日閲覧。
3. 1 2  福岡国際空港株式会社 (2020年3月23日). “福岡空港（奈多地区）の運用開始について”. 2020年4月20日閲覧。
4. ↑  無線便覧 昭和29年度版、鸚鵡会、昭和29年3月5日発行、P183、「航空路上の通信」
5. 1 2 3 4 5 6 7 8 9 10 11 12 13 14 15 16 17 18 19 20 21 22 23 24 25 26 27 28 29 30 31 32  「航空管制五十年史：航空交通の安全ひとすじに」, 航空管制五十年史編纂委員会, 航空交通管制協会刊, 2003年3月, P107 「5-3 福岡航空交通管制部」
6. ↑  無線便覧 昭和32年度版、鸚鵡会、昭和32年5月6日発行、P208-209、「対進入管制」、「航空路上の通信」
7. 1 2 3  無線便覧 昭和34年度版、鸚鵡会、昭和34年4月17日発行、P131、「航空無線標識局一覧表」
8. 1 2 3  「福岡航空交通管制部」, トランスポート 1975年4月, 運輸振興協会編, 運輸振興協会刊, 樋口敏行
9. ↑  ^ 国土地理院 地図・空中写真閲覧サービス 1961/09/17(昭36) 比較的鮮明に撮影されたもの。 整理番号 MKU613 http://mapps.gsi.go.jp/maplibSearch.do?specificationId=552555 ------------------------- 1948/01/19(昭23年) では確認できる。 整理番号:USA、コース番号: R211 http://mapps.gsi.go.jp/maplibSearch.do?specificationId=208347 ------------------------- 1947/03/07(昭22) では不鮮明ながら、後の写真で確認できる構造物の一部を確認出来る。 整理番号: USA、コース番号: M105 http://mapps.gsi.go.jp/maplibSearch.do?specificationId=148916

1940年（昭和15年）、福岡県糟屋郡新宮村（当時）、現在の福岡県糟屋郡新宮町緑ケ浜1丁目に、逓信省工務局により福岡航空無線標識局（AN方式レンジ・ビーコン (コース方位は185/005 と 079/259、319kHz 1kW、局符号: GK) が設置された。福岡県糟屋郡新宮町緑ケ浜1丁目東側部分に広がる約250m四方の正方形の住宅地はこの無線標識局の跡地である。当時、中国大陸、台湾方面の航空路が整備され、米子（中国大陸方面）、天草（上海方面）、鹿児島（沖縄、台湾方面）のマーカー・ビーコンが同時期に整備された。
10. 1 2 3 4 5  国土交通省 航空局
交通管制部 管制課長 工藤貴志. “航空管制の現状と今後について （2020年度ATCシンポジウム）” (PDF).   航空管制協会. 2021ー０７－２８閲覧。 エラー: 閲覧日が正しく記入されていません。
11. ↑  “S. Korea reaches air traffic deal with China and Japan”. Yonhap News. (2021年1月11日)
12. 1 2  今後の我が国航空管制の課題と対応 （将来の航空交通需要増大への戦略） (PDF)  - 国土交通省航空局交通管制部
13. ↑  国土交通省 航空局 交通管制部 管制課長 松岡慎治. “航空管制の現状”.   一般社団法人　航空交通管制協会. 2021年12月31日閲覧。
14. ↑  eAIP Japan ENR2.1（2025年4月17日有効の版）
15. ↑  参考までに、VOR局は"O", DME局は"D", VOR/DME局は"E", TACAN局は"T", VORTAC局は"C"を3文字目に表記する。
16. ↑  航空統計年報 昭和44年、P342、「第4表 航空無線標識局一覧表」
17. ↑  航空告示 S34(4)、海上保安庁、1959年11月
18. ↑  無線便覧 昭和29年度版、鸚鵡会、昭和29年3月9日発行、P185、「航空無線標識局一覧表」
19. ↑  航空告示. S32(3)、海上保安庁、1957年7月、P56、「空告32年3号 別表」